# Xiaomi M365
Xiaomi M365 (также Xiaomi Mi Electric Scooter) — китайский электросамокат, производимый компанией Xiaomi с декабря 2016 года. На 2022 год является одним из самых популярных электросамокатов в мире, особенно популярен в Европе.

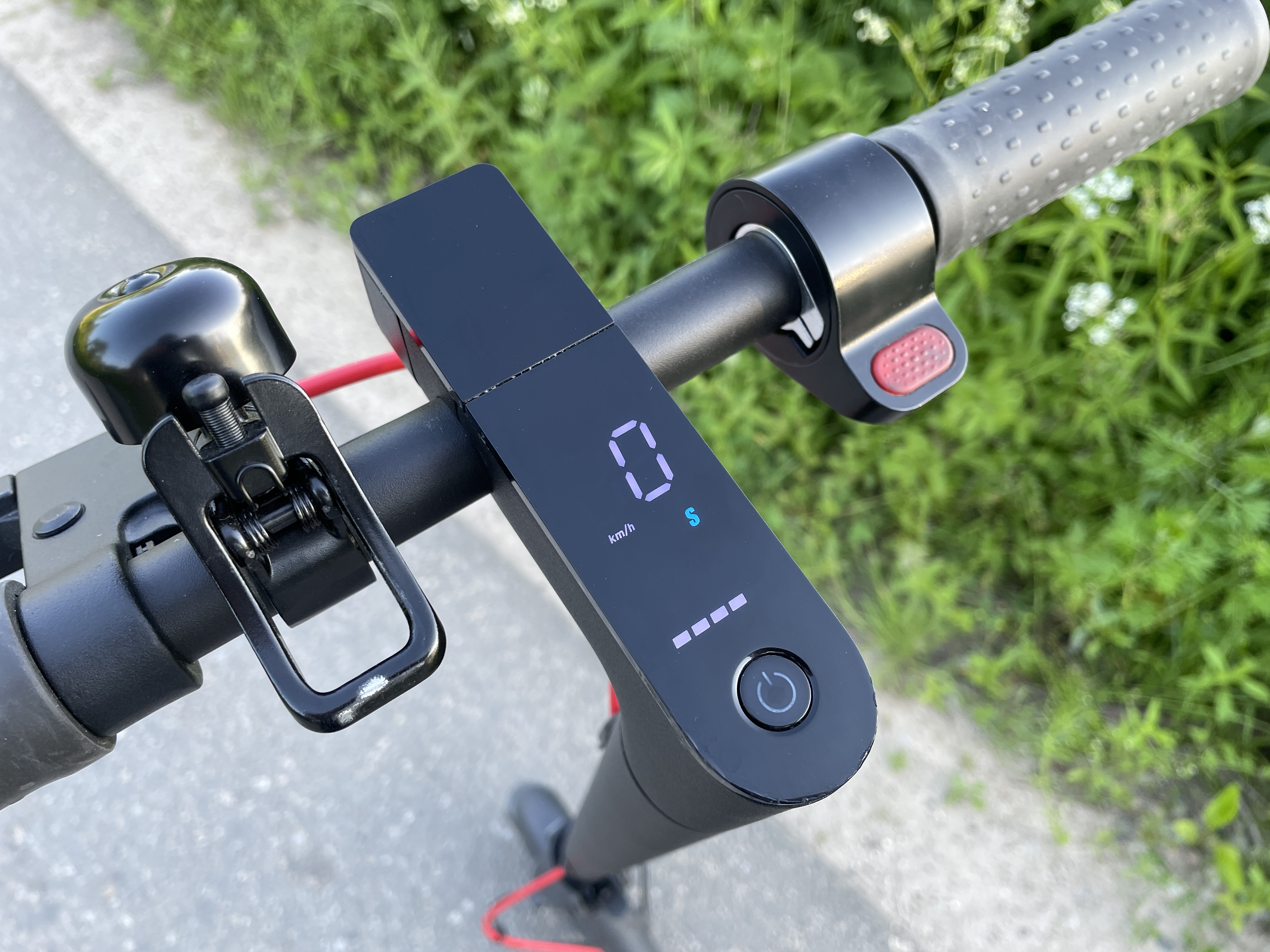
Приборная панель Pro 2

## Характеристики
Электрический мотор расположен в переднем колесе, за счёт чего самокат является переднеприводным. Аккумулятор расположен в корпусе, защищён металлической и частично пластиковой конструкцией. Короткий тормозной путь электросамоката обеспечивается за счёт того, что при нажатии рычага тормоза в первую очередь срабатывает рекуперация переднего мотора-колеса, и только затем задний механический дисковый тормоз. Имеет складной механизм, за счёт чего в сложенном виде очень компактный, что позволяет также перевозить его в общественном транспорте.

## История
Производство Xiaomi M365 началось в декабре 2016 года. Самокат стал первым электросамокатом в парке компании Bird. Благодаря небольшой стоимости, составляющая 300—500 € в зависимости от модификации, стал крайне популярным в Европе. В 2019 году начались продажи Xiaomi M365 Pro, а в 2020-м — Xiaomi M365 Pro 2.

## Xiaomi M365 Pro и Pro 2
В 2019 году начались продажи усовершенствованной версии Xiaomi M365 — Xiaomi M365 Pro. Данная модификация электросамоката включает в себя более мощный двигатель (300 Вт, максимально — 600 Вт), большие аккумуляторы (12800 мАч), что даёт увеличенный максимальный пробег на одной зарядке без рекуперации энергии в экономичном режиме до 45 км. Также вместо 4 индикаторов заряда аккумулятора был добавлен LED-дисплей, на котором отображается информация о текущей скорости электросамоката, режим езды, индикаторы включенной фары, Bluetooth-подключения к приложению Xiaomi Home, перегрева батареи и необходимого техобслуживания.
В следующем 2020 году начались продажи Xiaomi M365 Pro 2, улучшенной версией предшественника. От Xiaomi M365 Pro отличается более качественными покрышками и внутренними камерами, новой системой управления батареей, более мощные передняя и задняя фары, новое заднее крыло с рёбрами жёсткости и пластинкой для номера. Мотор и аккумулятор остались теми же самыми, что и у Xiaomi M365 Pro.

## Технические характеристики
|                       | Xiaomi M365                                                                                         | Xiaomi M365 Pro                                                                                     | Xiaomi M365 Pro 2                                                                           |
| --------------------- | --------------------------------------------------------------------------------------------------- | --------------------------------------------------------------------------------------------------- | ------------------------------------------------------------------------------------------- |
| Вес                   | 12,5 кг                                                                                             | 14,2 кг                                                                                             | 14,2 кг                                                                                     |
| Мотор-колесо          | 250 Вт                                                                                              | 300 Вт                                                                                              | 300 Вт                                                                                      |
| Ёмкость аккумулятора  | 7800 мАч                                                                                            | 12400 мАч                                                                                           | 12400 мАч                                                                                   |
| Нагрузка              | до 100 кг, 1 человек                                                                                | до 100 кг, 1 человек                                                                                | до 100 кг, 1 человек                                                                        |
| Максимальная скорость | 25 км/ч                                                                                             | 25 км/ч                                                                                             | 25 км/ч                                                                                     |
| Максимальный пробег   | 30 км                                                                                               | 45 км                                                                                               | 45 км                                                                                       |
| Время полной зарядки  | 5-6 часов                                                                                           | 8-9 часов                                                                                           | 8-9 часов                                                                                   |
| Степень защиты        | IP54                                                                                                | IP54                                                                                                | IP54                                                                                        |
| Шины                  | 8,5 дюймов, надувные                                                                                | 8,5 дюймов, надувные                                                                                | 8,5 дюймов, надувные                                                                        |
| Режимы езды           | Экономичный режим (ECO) — до 15 км/ч Стандартный режим (D) — до 20 км/ч Скоростной (S) — до 25 км/ч | Экономичный режим (ECO) — до 15 км/ч Стандартный режим (D) — до 20 км/ч Скоростной (S) — до 25 км/ч | Пешеходный режим — до 5 км/ч Стандартный режим (D) — до 20 км/ч Скоростной (S) — до 25 км/ч |
| LED-дисплей           | нет, вместо него 4 индикатора заряда                                                                | есть                                                                                                | есть                                                                                        |
| Крепления для номера  | нет                                                                                                 | нет                                                                                                 | есть, на заднем крыле под фарой                                                             |

## Галерея

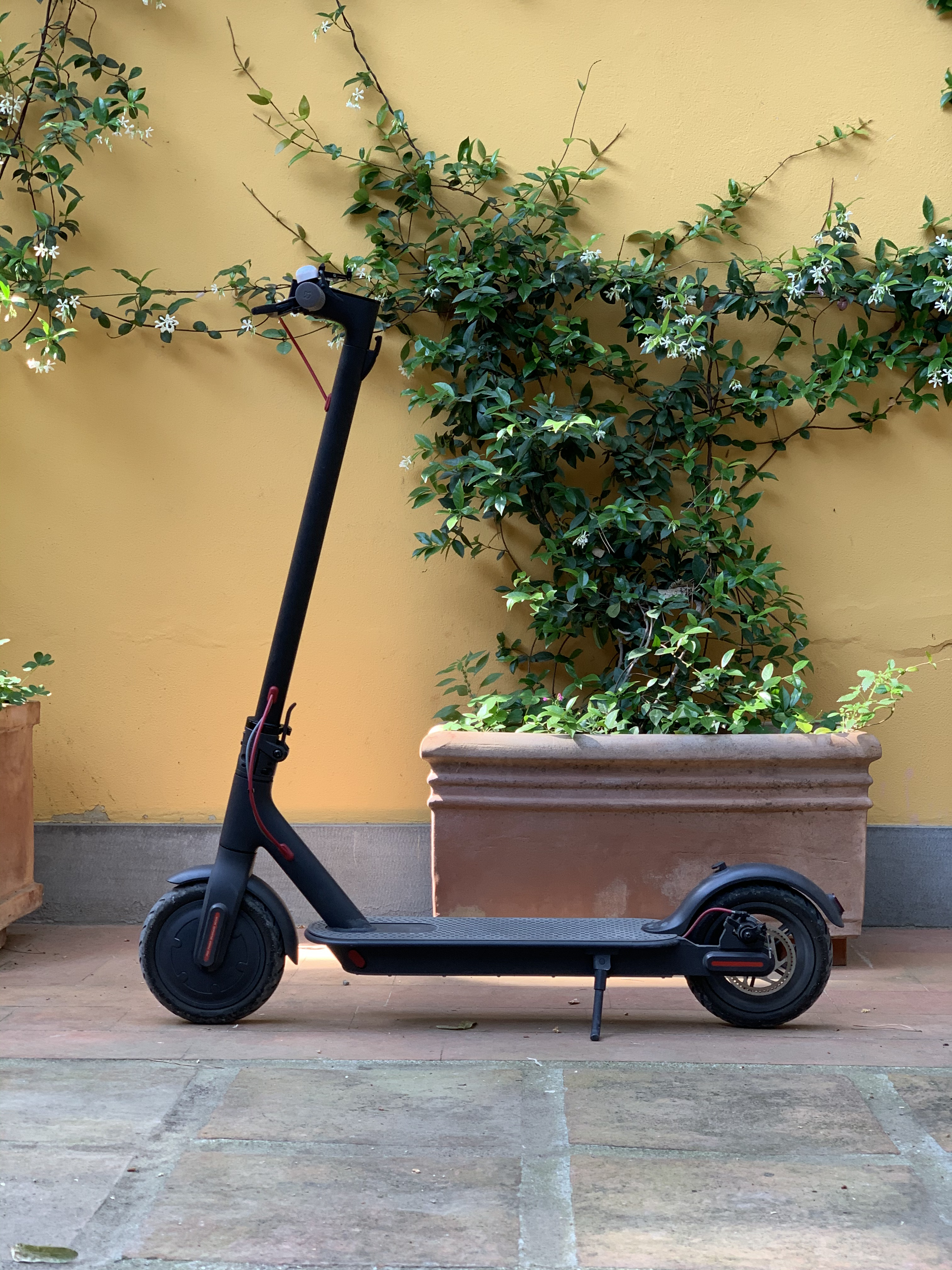
Xiaomi M365
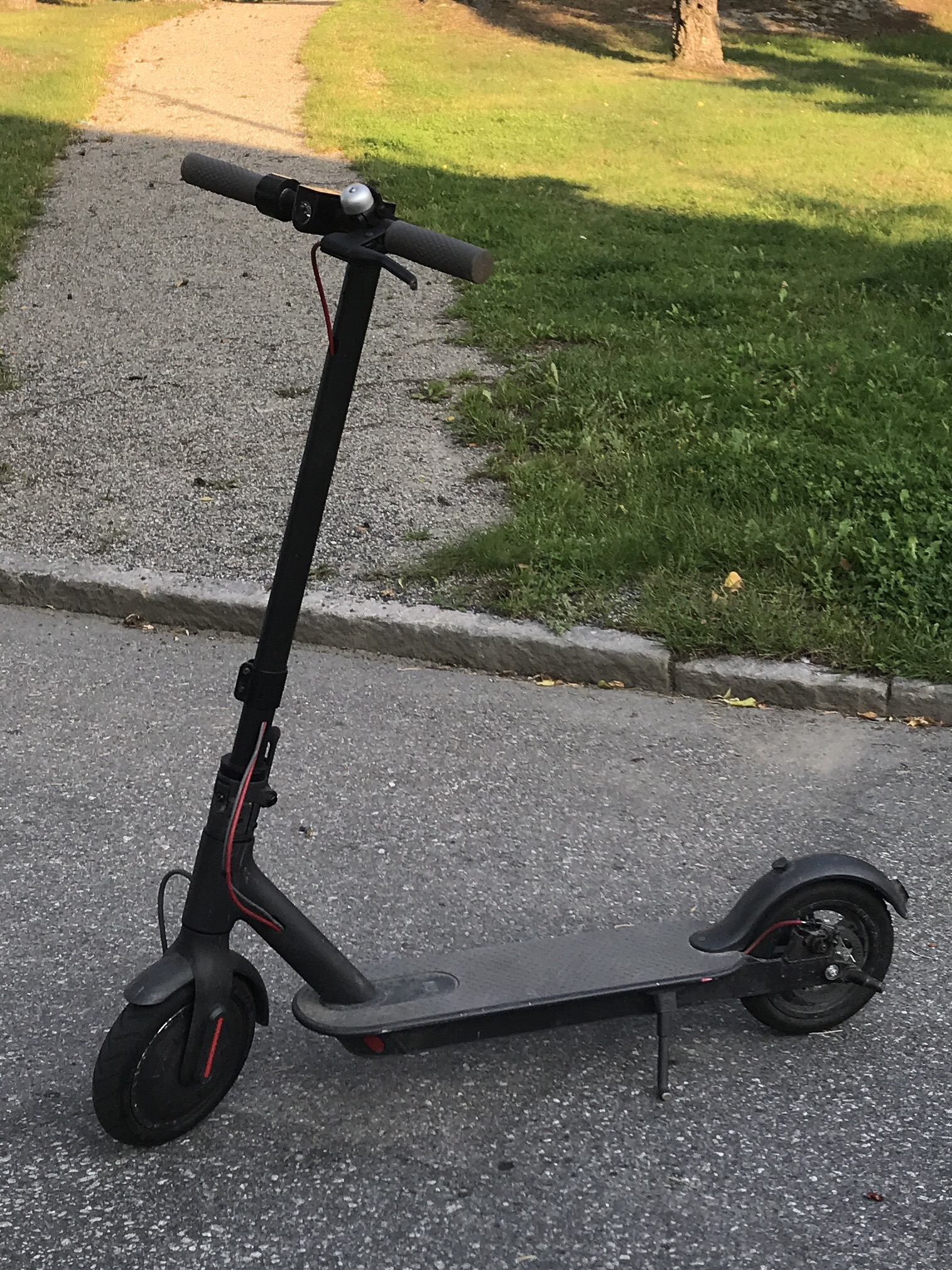
Xiaomi M365
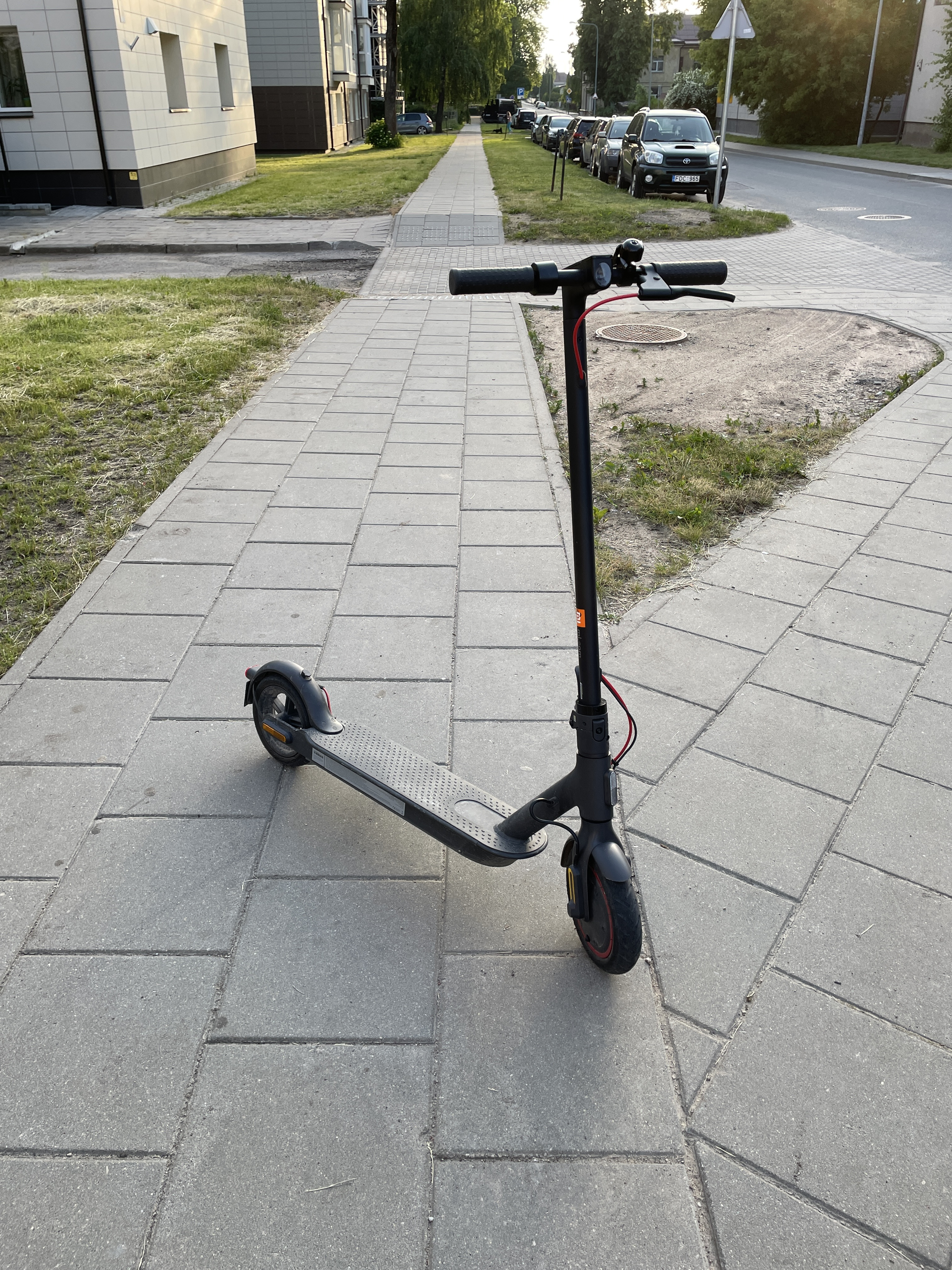
Xiaomi M365 Pro 2